# Madonna col Bambino (Gentile da Fabriano Settignano)
La Madonna col Bambino è un dipinto frammentario a tempera e oro su tavola (24,8x19 cm) di Gentile da Fabriano, databile al 1423-1425 circa e conservata nella Collezione Berenson di Villa I Tatti a Settignano (Firenze).

## Storia
L'opera è il frammento di una tavola più grande, sezionata probabilmente nel XVIII o XIX secolo per isolare la parte meglio conservata da un dipinto malconcio prima di metterla sul mercato, con gravi tracce di bruciature. Venne scovata dallo storico dell'arte Bernard Berenson nel mercato antiquario romano, che la acquistò per la propria collezione all'inizio del Novecento.
La datazione al periodo fiorentino dell'artista si basano su affinità stilistiche con la Vergine del Polittico Quaratesi e con la Madonna col Bambino di Yale, anche se i gravi danni impediscono una valutazione a fondo della superficie pittorica.

## Descrizione e stile
Il frammento mostra il volto di Maria e la sua aureola, mentre taglia via una parte della testa del Bambino, col bordo inferiore all'altezza delle spalle di Maria e del collo di Gesù: evidentemente al sezionatore interessava solo la testa di Maria. Essa è colta mentre guarda il figlio, inclinando la testa verso di lui. Si riesce a intuire come la trama dell'oro nell'aureola, nel velo e nel vestito di Maria, nei suoi capelli, fosse di altissima lavorazione, con numerosi effetti a graffito, punzoni, ricami di lettere. Linee sinuose guidano i risvolti dei bordi, che si arricciano come se esitassero a toccare terra.